# Cromemco C10
Cromemco C10 (C10) је професионални рачунар фирме Cromemco који је почео да се производи у Сједињеним Америчким Државама током 1982. године.
Користио је Z80-A микропроцесорску јединицу а RAM меморија рачунара је имала капацитет од 64 KB. 
Као оперативни систем кориштен је CDOS - CP/M.

## Детаљни подаци
Детаљнији подаци о рачунару C10 су дати у табели испод.
|                       |                                                                |
| [ 1 ]                 |                                                                |
| Произвођач            |                                                                |
| Тип                   | професионални рачунар                                          |
| Меморија              | 64 KB                                                          |
| Поријекло             | Сједињене Америчке Државе                                      |
| Година                | 1982                                                           |
| Тастатура             | Пуни помак, 61 тастер                                          |
| Процесор              |                                                                |
| Фреквенција процесора | 4                                                              |
| RAM                   | 64 KB                                                          |
| ROM                   | 24 KB                                                          |
| Текст                 | 80 знакова x 25 линија                                         |
| Графика               | нема                                                           |
| Боја                  | једна боја. 12-инчни монитор са котодном цијеви, зелени приказ |
| Звук                  | мали звучник                                                   |
| Димензије             | 11                                                             |
| Портови               |                                                                |
| Оперативни систем     |                                                                |